# Charophyta
Die Charophyta (auch Streptophyte Algen) sind eine paraphyletische Gruppe von photosynthetisch aktiven Eukaryoten, also Lebewesen mit Zellkernen innerhalb der Streptophyta. Bei den Charophyta handelt es sich um die nächsten Verwandten der Landpflanzen (Embryophyta), weshalb insbesondere die ZCC von großem Interesse für das Verständnis des Landgangs der Pflanzen ist.
Zu ihnen gehören unter anderem die Armleuchter- sowie Schmuckalgen.

## Merkmale
Wenn Schwärmerzellen gebildet werden, so haben sie zwei Geißeln, die asymmetrisch inseriert sind und zwei unterschiedliche Geißelansätze besitzen. An der Geißelbasis befindet sich eine spezielle Struktur (multi layered structure, MLS) aus Ansatzstellen für Mikrotubuli und Zytoskelett-Teile. Die Plastiden besitzen gestapelte Thylakoide und sind von zwei Membranen umgeben, ohne ein periplastidäres endoplasmatisches Reticulum. In den Plastiden wird Stärke als Reservekohlenhydrat gespeichert. Sie besitzen offene Mitose und persistente Mitose-Spindeln. Die Zellteilung erfolgt über Phycoplasten, bei manchen Gruppen auch über Phragmoplasten und eine Zellplatte. Zwischen benachbarten Zellen gibt es primäre Verbindungen über Plasmodesmata, die fadenförmig – verzweigt oder unverzweigt – sind. Alle Charophyta haben eine nichtbewegliche vegetative Phase. Manche Gruppen besitzen mehrkernige Zellen. Sexuelle Vermehrung ist häufig, kann aber auch fehlen. Die sexuellen Arten haben einen haplodiplontischen Generationswechsel.
Auch besitzen sie einige Enzyme, die in den anderen Grünalgen-Gruppen fehlen: etwa Glykolat-Oxidase in den Peroxisomen und Cu/Zn-Superoxid-Dismutase.

## Systematik
Die Charophyta unterteilen sich zwei paraphyletische Gruppen (KCM und ZCC grade) und sind die evolutionäre Schwestergruppe der Landpflanzen. Die am Nächsten mit den Landpflanzen verwandte Klasse sind, trotz ihrer im Vergleich zu Charo- und Coleochaetophyceae einfacheren Morphologie, die Zygnematophyceae.
Die Anzahl der beschriebenen Arten jeder Klasse ist in Klammern angegeben (nach algaebase.org; stand 24. April 2023).
- KCM grade
  - Mesostigmatophyceae (1)
  - Chlorokybophyceae (5)
  - Klebsormidiophyceae (50)
    - Klebsormidium
- ZCC grade
  - Charophyceae (1.060)
    - Armleuchteralgen (Charales)

  - Coleochaetophyceae (36)
    - Chaetosphaeridiales
    - Coleochaete

  - Zygnematophyceae (Schmuckalgen)[5] (4.254)
    - Jochalgen (Zygnematales)
    - Zieralgen (Desmidiales)
    - Spirogyrales
    - Serritaeniales
    - Spirogloeales